# Matteo Nannini
Matteo Nannini (Faenza, 10 luglio 2003) è un pilota automobilistico italiano.

## Carriera

### Karting e primi anni in monoposto
Nannini ha iniziato nel karting all'età di 6 anni, dove vinse numerosi campionati, tra cui il Trofeo dei Campioni in Italia partecipando con il team di Fernando Alonso.
Nel gennaio del 2019 esordisce in monoposto correndo nella Formula 4 Emirati Arabi Uniti con il team Xcel Motorsport. Il pilota italiano si dimostra molto competitivo, ottiene sette vittorie e altri otto podi che lo portano a vincere la serie con 68 punti di vantaggio su Joshua Dürksen, secondo classificato.
Nel resto del anno partecipa ai test del Campionato italiano di Formula 4, a tre corse della Formula 4 Spagnola, due nella Formula Renault Eurocup e quindi gare della Formula Regional europea dove ottiene un sesto posto come miglior risultato.

### Formula 3
Nel suo secondo anno di corse internazionali sulle monoposto, Nannini è passato al Campionato FIA di Formula 3 correndo per la Jenzer Motorsport.  I suoi primi punti sono arrivati a Barcellona, dove ha concluso al decimo posto nella prima gara, che gli ha dato la pole in griglia invertita. Nannini è poi riuscito a conquistare il suo primo ed unico podio nella stagione con un 3º posto nella seconda gara del weekend. Nannini non riuscì a segnare punti per il resto della stagione e finì 18º assoluto in campionato con 11 punti.
L'anno seguente il pilota di Faenza rimane nella serie con il team tedesco HWA Racelab,  oltre a correre part-time nella Formula 2. La stagione in Formula 3 inizia con un podio, nel primo round a Barcellona e in Ungheria arriva la sua prima vittoria nella categoria, davanti a Enzo Fittipaldi e Roman Staněk.

### Formula 2
Nel 2021 viene scelto insieme al connazionale Alessio Deledda dal team tedesco HWA Racelab per correre nel Campionato FIA di Formula 2. Nel primo weekend in Bahrain ottiene un decimo posto come miglior risultato, conquistando il primo punto nella nuova categoria, ma il 18 maggio viene annunciato che Nannini si sarebbe concentrato esclusivamente sul campionato di Formula 3 dopo che il suo sponsor principale aveva interrotto il proprio supporto per una campagna di Formula 2, al suo posto viene scelto Jack Aitken.
Nello stesso anno il pilota italiano ritorna in Formula 2 con la Campos Racing per due eventi, dopo che Gianluca Petecof ha lasciato la squadra a causa di problemi finanziari. Per mancanza di budget Nannini viene sostituito da David Beckmann poco prima del round di Monza.

### Indy NXT e Stock car
Nell'ottobre del 2021 viene confermato che Nannini prenderà parte ai test prestagionali della Indy Lights con il team Juncos Hollinger Racing, ma team decide di non correre nella serie. Per questo nel 2022 passa alle auto Stock car, si unisce al team Team Stange Racing per correre la ARCA Menards serie propedeutica della NASCAR. Per colpa di problemi economici del team, Nannini prende parte solamente a dei test.
Dalla stagione 2023 con Juncos Hollinger Racing partecipa alla Indy NXT (Ex Indy Lights). Ad Indianapolis ottiene la Pole position, risultato che al suo team mancava da quattro anni. Il giorno seguente trasforma la Pole nella sua prima vittoria nella serie. Prima del ottavo round della serie, il pilota italiano decide di lasciare il team e la serie.

## Risultati

### Risultati
| Stagione | Serie                    | Squadra                       | Gare | Vittorie | Pole | G/v | Podi | Punti | Pos. |
| -------- | ------------------------ | ----------------------------- | ---- | -------- | ---- | --- | ---- | ----- | ---- |
| 2019     | Formula 4 UAE            | Xcel Motorsport               | 20   | 7        | 7    | 7   | 16   | 363   | 1º   |
| 2019     | Formula 4 Spagnola       | Xcel Motorsport               | 3    | 0        | 0    | 1   | 0    | 18    | 16º  |
| 2019     | Formula Renault Eurocup  | MP Motorsport                 | 2    | 0        | 0    | 0   | 0    | 0     | NC†  |
| 2019     | Formula Regional europea | Scuderia DF Corse by Corbetta | 15   | 0        | 0    | 1   | 0    | 43    | 13º  |
| 2020     | FIA Formula 3            | Jenzer Motorsport             | 18   | 0        | 0    | 0   | 1    | 11    | 18º  |
| 2020     | Formula Regional europea | Monolite Racing               | 3    | 0        | 0    | 0   | 0    | 14    | 15º  |
| 2021     | FIA Formula 2            | HWA Racelab                   | 3    | 0        | 0    | 0   | 0    | 1     | 22º  |
| 2021     | FIA Formula 2            | Campos Racing                 | 6    | 0        | 0    | 0   | 0    | 1     | 22º  |
| 2021     | FIA Formula 3            | HWA Racelab                   | 20   | 1        | 0    | 1   | 2    | 44    | 14º  |
| 2023     | Indy NXT                 | Juncos Hollinger Racing       | 7    | 1        | 1    | 1   | 1    | 146   | 19°  |

† Essendo un pilota ospite, Nannini non poté prendere punti.

### Risultati completi Formula 3
(legenda) (Le gare in grassetto indicano la pole position) (Le gare in corsivo indicano Gpv)
| Anno | Team              | 1    | 2    | 3    | 4    | 5   | 6   | 7    | 8    | 9    | 10   | 11  | 12  | 13  | 14  | 15  | 16  | 17  | 18  | 19  | 20  | 21  | Punti | Pos. |
| ---- | ----------------- | ---- | ---- | ---- | ---- | --- | --- | ---- | ---- | ---- | ---- | --- | --- | --- | --- | --- | --- | --- | --- | --- | --- | --- | ----- | ---- |
| 2020 | Jenzer Motorsport | RBR1 | RBR1 | RBR2 | RBR2 | HUN | HUN | SIL1 | SIL1 | SIL2 | SIL2 | CAT | CAT | SPA | SPA | MNZ | MNZ | MUG | MUG |     |     |     | 11    | 18º  |
| 2020 | Jenzer Motorsport | 27   | 18   | 23   | NC   | 22  | 24* | 24   | 24   | Rit  | 16   | 10  | 3   | 13  | 26  | Rit | 20  | 16  | 15  |     |     |     | 11    | 18º  |
| 2021 | HWA Racelab       | CAT  | CAT  | CAT  | LEC  | LEC | LEC | RBR  | RBR  | RBR  | HUN  | HUN | HUN | SPA | SPA | SPA | ZAN | ZAN | ZAN | SOC | SOC | SOC | 44    | 14º  |
| 2021 | HWA Racelab       | 10   | Rit  | 3    | 23   | 13  | 20  | 13   | 12   | 5    | 10   | 1   | 25  | 19  | Rit | 26  | 17  | 9   | 28  | 16  | C   | 17  | 44    | 14º  |

### Risultati completi Formula 2
(legenda) (Le gare in grassetto indicano la pole position) (Le gare in corsivo indicano Gpv)
| Anno | Team                                   | 1   | 2   | 3   | 4   | 5   | 6   | 7   | 8   | 9   | 10  | 11  | 12  | 13  | 14  | 15  | 16  | 17  | 18  | 19  | 20  | 21  | 22  | 23  | 24  | Punti | Pos. |
| ---- | -------------------------------------- | --- | --- | --- | --- | --- | --- | --- | --- | --- | --- | --- | --- | --- | --- | --- | --- | --- | --- | --- | --- | --- | --- | --- | --- | ----- | ---- |
| 2021 | HWA Racelab (1-3) Campos Racing (7-12) | SAK | SAK | SAK | MON | MON | MON | BAK | BAK | BAK | SIL | SIL | SIL | MNZ | MNZ | MNZ | SOC | SOC | SOC | JED | JED | JED | YAS | YAS | YAS | 1     | 22º  |
| 2021 | HWA Racelab (1-3) Campos Racing (7-12) | 14  | 9   | 10  |     |     |     | 15  | 11  | Rit | 15  | 14  | 18  |     |     |     |     |     |     |     |     |     |     |     |     | 1     | 22º  |

### Risultati completi Indy NXT
(legenda) (Le gare in grassetto indicano la pole position) (Le gare in corsivo indicano Gpv)
| Stagione | Team                    | 1   | 2   | 3   | 4   | 5   | 6   | 7   | 8   | 9   | 10  | 11  | 12  | 13  | 14  | Punti | Pos. |
| -------- | ----------------------- | --- | --- | --- | --- | --- | --- | --- | --- | --- | --- | --- | --- | --- | --- | ----- | ---- |
| 2023     | Juncos Hollinger Racing | STP | ALA | IMS | DET | DET | ROA | MOH | IOW | NSH | IMS | GAT | POR | LAG | LAG | 146   | 19°  |
| 2023     | Juncos Hollinger Racing | 15  | 15  | 1L* | 14  | 11  | 16  | 17  |     |     |     |     |     |     |     | 146   | 19°  |